# Whitbread
Whitbread Group plc är ett brittiskt bolag som förvaltar flera populära märken på hotell, restauranger och kaffehus, inklusive Premier Inn, Tabell Tabell, Bryggeriet Fayre, Taybarns, Beefeater och Costa Coffee. Företaget har sitt huvudkontor i Luton, Bedfordshire. Företaget grundades som ett bryggeri av Samuel Whitbread och Thomas Shewell 1742 men har sedan stoppat alla intressen i bryggning. Bolaget är noterat på London Stock Exchange och för närvarande är ett av FTSE 100 Index.